# Joey Rive
Joey Rive (* 8. Juli 1963 in Santurce, Puerto Rico) ist ein ehemaliger US-amerikanischer Tennisspieler.

## Leben
Rive wurde in Puerto Rico geboren, seine Familie siedelte jedoch nach Palm Beach um, als er sechs Jahre alt war. Er studierte zwischen 1981 und 1985 Psychologie an der Florida State University und wurde danach Tennisprofi. Seine größten Erfolge hatte er im Herrendoppel. Bereits in seinem zweiten Jahr als Tennisprofi stand er im Doppelfinale eines Turniers der ATP World Tour, musste sich in Båstad an der Seite von Craig Campbell jedoch den Spaniern Sergio Casal und Emilio Sánchez geschlagen geben. Im Laufe seiner Karriere erreichte er vier Mal ein ATP-Doppelfinale, konnte jedoch nie einen Titel erringen; allerdings konnte er zwischen 1989 und 1991 auf der ATP Challenger Tour mit wechselnden Partnern drei Titelgewinne feiern. Im Einzel waren seine größten Erfolge zwei Halbfinalteilnahmen: In Sydney bezwang er 1988 unter anderem Andrei Olchowski und unterlag dem Lokalmatador John Fitzgerald; im Jahr darauf scheiterte er im Halbfinale von Johannesburg an Paul Chamberlin. Zudem stand er 1988 im Achtelfinale der Miami Masters, wo er Yannick Noah unterlag. Die höchste Notierung in der Tennis-Weltrangliste erreichte er 1988 mit Position 57 im Einzel sowie 1989 mit Position 47 im Doppel.
Sein bestes Einzelergebnis bei einem Grand-Slam-Turnier war das Erreichen der dritten Runde der Australian Open 1988. Nach Siegen über Diego Nargiso und Jeremy Bates unterlag er Jason Stoltenberg klar in drei Sätzen. In der Doppelkonkurrenz erreichte er bei den Australian Open und den French Open jeweils einmal das Achtelfinale. Im Mixed stand er 1991 jeweils in der zweiten Runde der French Open und von Wimbledon.
Rive spielte zwischen 1992 und 1994 elf Einzel- sowie acht Doppelpartien für die puerto-ricanische Davis-Cup-Mannschaft. Sein größter Erfolg mit der Mannschaft war die Teilnahme am Finale der Gruppe II in Peru. Die mit Jaime Yzaga als Topspieler angetretenen Peruaner gewannen die Partie 5:0.
Nach dem Ende seiner Profikarriere kehrte er als Assistenztrainer an die Florida State University zurück, wo er 1992 bis 1993 tätig war und zudem seinen Bachelor-Abschluss nachholte. 1994 wechselte er als Cheftrainer an die University of Alabama, ab 1997 war er als Nationaltrainer für die United States Tennis Association tätig, bevor er 2000 Cheftrainer der Texas Christian University wurde. Er ist verheiratet und hat zwei Kinder.

## Finalteilnahmen
| Legende                       |
| Grand Slam                    |
| Tennis Masters Cup            |
| ATP Masters Series            |
| ATP International Series Gold |
| ATP International Series (4)  |

### Doppel
| Nr. | Datum | Turnier      | Belag     | Partner        | Finalgegner                  | Ergebnis |
| --- | ----- | ------------ | --------- | -------------- | ---------------------------- | -------- |
| 1.  | 1986  | Båstad       | Sand      | Craig Campbell | Sergio Casal Emilio Sánchez  | 4:6, 2:6 |
| 2.  | 1988  | Sydney       | Rasen     | Bud Schultz    | Darren Cahill Mark Kratzmann | 6:7, 4:6 |
| 3.  | 1989  | Johannesburg | Hartplatz | Kelly Jones    | Luke Jensen Richey Reneberg  | 0:6, 4:6 |
| 4.  | 1990  | Hongkong     | Hartplatz | Kevin Curren   | Pat Cash Wally Masur         | 3:6, 3:6 |